# Atletismo nos Jogos Pan-Americanos de 2015 - Revezamento 4x400 m feminino
A competição do revezamento 4x400 m  feminino foi um dos eventos do atletismo nos Jogos Pan-Americanos de 2015, em Toronto. Foi disputada no Estádio CIBC de Atletismo Pan e Parapan-Americano entre os dias  24 e 25 de julho.

## Calendário
Horário local (UTC-4).
| Data        | Horário | Fase      |
| ----------- | ------- | --------- |
| 24 de julho | 12:00   | Semifinal |
| 25 de julho | 21:45   | Final     |

## Medalhistas
|  | USA Estados Unidos                                                           |  | JAM Jamaica                                                         |  | CAN Canadá                                                                       |
|  | Shamier Little Kyra Jefferson Shakima Wimbley Kendall Baisden Alysia Montaño |  | Anastasia Le-Roy Verone Chambers Chrisann Gordon Bobby-Gaye Wilkins |  | Brianne Theisen-Eaton Taylor Sharpe Sage Watson Sarah Wells Audrey Jean-Baptiste |

## Recordes
Recordes mundial e pan-americano antes da disputa dos Jogos Pan-Americanos de 2015.
| Tipo                             | Atleta          | Tempo   | Local        | Data                 |
| -------------------------------- | --------------- | ------- | ------------ | -------------------- |
|                                  | União Soviética | 3:15.17 | Seul         | 1 de outubro de 1988 |
| Recorde dos Jogos Pan-Americanos | Estados Unidos  | 3:23.35 | Indianápolis | 16 de agosto de 1987 |

## Resultados

### Semifinal
| Colocação | Bateria | Nacionalidade         | Atleta                                                                 | Tempo   | Notas                |
| --------- | ------- | --------------------- | ---------------------------------------------------------------------- | ------- | -------------------- |
| 1         | 2       | USA Estados Unidos    | Shamier Little, Alysia Montaño, Shakima Wimbley, Kendall Baisden       | 3:26.40 | Q                    |
| 2         | 1       | CUB Cuba              | Lisneidy Veitia, Yameisi Borlot, Gilda Casanova, Daisurami Bonne       | 3:28.15 | Q,                   |
| 3         | 2       | JAM Jamaica           | Anastasia Le-Roy, Verone Chambers, Chrisann Gordon, Bobby-Gaye Wilkins | 3:30.29 | Q                    |
| 4         | 2       | CAN Canadá            | Audrey Jean-Baptiste, Taylor Sharpe, Sage Watson, Sarah Wells          | 3:30.61 | Q                    |
| 5         | 1       | BAH Bahamas           | Lanece Clark, Christine Amertil, Shakeitha Henfield, Katrina Seymour   | 3:31.18 | Q,                   |
| 6         | 2       | TTO Trinidad e Tobago | Janeil Bellille, Romona Modeste, Alena Brooks, Sparkle McKnight        | 3:31.21 | q,                   |
| 7         | 1       | BAR Barbados          | Nadia Cummins, Sada Williams, Sade Sealy, Tia-Adana Belle              | 3:31.72 | Q,                   |
| 8         | 1       | PUR Porto Rico        | Carol Rodríguez, Alethia Marrero, Grace Claxton, Pariis García         | 3:32.04 | q,                   |
| 9         | 2       | MEX México            | Natali Brito, Gabriela Medina, Paola Moran, Zudikey Rodríguez          | 3:32.29 | Recorde da temporada |
| 10        | 2       | BRA Brasil            | Geisa Coutinho, Flavia de Lima, Liliane Fernandes, Jailma de Lima      | 3:34.97 |                      |
| 11        | 1       | VEN Venezuela         | Nercely Soto, Wilmary Álvarez, Magdalena Mendoza, Maryuri Valdez       | 3:39.01 |                      |
| 12        | 1       | CHI Chile             | Carmen Mansilla, Paula Goñi, Fernanda Mackenna, Javiera Errázuriz      | 3:41.35 |                      |

### Final
| Colocação         | Faixa | Nacionalidade         | Atleta                                                                 | Tempo   | Notas                |
| ----------------- | ----- | --------------------- | ---------------------------------------------------------------------- | ------- | -------------------- |
| Medalha de ouro   | 6     | USA Estados Unidos    | Shamier Little, Kyra Jefferson, Shakima Wimbley, Kendall Baisden       | 3:25.68 |                      |
| Medalha de prata  | 4     | JAM Jamaica           | Anastasia Le-Roy, Verone Chambers, Chrisann Gordon, Bobby-Gaye Wilkins | 3:27.27 |                      |
| Medalha de bronze | 8     | CAN Canadá            | Brianne Theisen-Eaton, Taylor Sharpe, Sage Watson, Sarah Wells         | 3:27.74 | Recorde da temporada |
| 4                 | 5     | CUB Cuba              | Lisneidy Veitia, Yameisi Borlot, Gilda Casanova, Daisurami Bonne       | 3:31.22 |                      |
| 5                 | 3     | BAH Bahamas           | Lanece Clarke, Christine Amertil, Carmiesha Cox, Katrina Seymour       | 3:31.60 |                      |
| 6                 | 2     | PUR Porto Rico        | Carol Rodríguez, Alethia Marrero, Grace Claxton, Pariis García         | 3:33.16 |                      |
| 7                 | 1     | TRI Trinidad e Tobago | Janeil Bellille, Romona Modeste, Alena Brooks, Sparkle McKnight        | 3:33.31 |                      |
| 8                 | 7     | BAR Barbados          | Nadia Cummins, Sada Williams, Sade Sealy, Tia-Adana Belle              | DSQ     |                      |

Legenda
| Recorde mundial                  | Recorde mundial (World record)               |                       | Recorde africano                      | Recorde africano (African) |                                           | Q | Classificado por posição (Qualified) |
| Recorde dos Jogos Pan-Americanos | Recorde pan-americano (Pan-American record)  | Recorde da América    | Recorde da América (Americas)         | q                          | Classificado por melhor tempo (Qualified) |   |                                      |
| Melhor marca do ano              | Melhor marca do ano (World leading)          | Recorde asiático      | Recorde asiático (Asian)              | DNS                        | Não largou (Did not start)                |   |                                      |
| Recorde nacional                 | Recorde nacional (National record)           | Recorde europeu       | Recorde europeu (European)            | DNF                        | Não terminou (Did not finish)             |   |                                      |
| Recorde pessoal                  | Recorde pessoal do atleta (Personal best)    | Recorde da Oceania    | Recorde da Oceania (Oceania)          | DSQ / DQ                   | Desclassificado (Disqualified)            |   |                                      |
| Recorde da temporada             | Recorde da temporada do atleta (Season best) | Recorde sul-americano | Recorde sul-americano (South America) | NM                         | Sem marca (No mark)                       |   |                                      |